# Melanoxanthus insignus
Melanoxanthus insignus is een keversoort uit de familie kniptorren (Elateridae). De wetenschappelijke naam van de soort is voor het eerst geldig gepubliceerd in 1921 door Fleutiaux.